# Friggesund
Friggesund – miejscowość (tätort) w Szwecji, w regionie administracyjnym (län) Gävleborg, w gminie Hudiksvall.
Według danych Szwedzkiego Urzędu Statystycznego liczba ludności wyniosła: 530 (31 grudnia 2015), 559 (31 grudnia 2018) i 536 (31 grudnia 2019).